# Kevin Gage (calciatore)
Kevin William Gage (Chiswick, 21 aprile 1964) è un ex calciatore inglese, di ruolo difensore.

## Caratteristiche tecniche
Era un terzino destro.

## Carriera

### Club
Dopo aver giocato nelle giovanili del Wimbledon FC ha esordito in prima squadra (nella quarta divisione inglese) nella stagione 1980-1981, che i Dons hanno concluso con una promozione in terza divisione, subendo tuttavia un'immediata retrocessione nell'annata seguente per poi ritornare in terza divisione grazie alla vittoria della Fourth Division 1982-1983 e fare un ulteriore salto di categoria (conquistando la prima promozione in seconda divisione nella storia del club) grazie ad un secondo posto in classifica nella Third Division 1983-1984. Dal 1984 al 1986 Gage gioca quindi in seconda divisione e, grazie ad un terzo posto in classifica nella Second Division 1985-1986, contribuisce alla conquista della prima promozione in prima divisione nella storia del club; durante la stagione 1986-1987 all'età di 22 anni esordisce in questo torneo, in cui segna 3 reti in 30 presenze (che lo portano ad un totale di 168 presenze e 15 reti in campionato con la maglia del Wimbledon FC). A fine anno viene ceduto per 250000 sterline all'Aston Villa, club appena retrocesso in seconda divisione, dove con 44 presenze e 2 reti contribuisce all'immediato ritorno in prima divisione, categoria in cui poi gioca per un triennio, collezionando rispettivamente 28, 22 e 21 presenze (con anche 6 reti totali messe a segno) tra il 1988 ed il 1991; il 17 settembre 1990 gioca inoltre da titolare nella vittoria casalinga per 3-1 nel primo turno di Coppa UEFA contro i cecoslovacchi del Baník Ostrava, in quella che di fatto è anche la sua unica presenza in carriera nelle competizioni UEFA per club.
Nel 1991 l'Aston Villa lo cede allo Sheffield Utd: Gage rimane alle Blades per cinque stagioni consecutive, segnando 2 reti in 70 presenze in prima divisione tra il 1991 ed il 1994 e segnando 5 reti in 28 presenze in seconda divisione tra il 1994 ed il 1996; nella stagione 1996-1997 veste invece la maglia del Preston N.E., con cui disputa 24 partite in terza divisione. Si ritira infine al termine della stagione 1998-1999, dopo un biennio trascorso giocando in quarta divisione (13 presenze totali) con l'Hull City.
In carriera ha totalizzato complessivamente 431 presenze e 30 reti nei campionati della Football League.

### Nazionale
Nel 1981 ha partecipato ai Mondiali Under-20, giocandovi una partita.

## Palmarès

### Club

#### Competizioni nazionali
- Campionato inglese di quarta divisione: 1

Wimbledon FC: 1982-1983